# Filmographie de Robert Duvall
 (mai 2023).
 (mai 2023).
La mise en forme du texte ne suit pas les recommandations de Wikipédia : il faut le « wikifier ».
Les points d'amélioration suivants sont les cas les plus fréquents. Le détail des points à revoir est peut-être précisé sur la page de discussion.
- Les titres sont pré-formatés par le logiciel. Ils ne sont ni en capitales, ni en gras.
- Le texte ne doit pas être écrit en capitales (les noms de famille non plus), ni en gras, ni en italique, ni en « petit »…
- Le gras n'est utilisé que pour surligner le titre de l'article dans l'introduction, une seule fois.
- L'italique est rarement utilisé : mots en langue étrangère, titres d'œuvres, noms de bateaux, etc.
- Les citations ne sont pas en italique mais en corps de texte normal. Elles sont entourées par des guillemets français : « et ».
- Les listes à puces sont à éviter, des paragraphes rédigés étant largement préférés. Les tableaux sont à réserver à la présentation de données structurées (résultats, etc.).
- Les appels de note de bas de page (petits chiffres en exposant, introduits par l'outil «  Source ») sont à placer entre la fin de phrase et le point final[comme ça].
- Les liens internes (vers d'autres articles de Wikipédia) sont à choisir avec parcimonie. Créez des liens vers des articles approfondissant le sujet. Les termes génériques sans rapport avec le sujet sont à éviter, ainsi que les répétitions de liens vers un même terme.
- Les liens externes sont à placer uniquement dans une section « Liens externes », à la fin de l'article. Ces liens sont à choisir avec parcimonie suivant les règles définies. Si un lien sert de source à l'article, son insertion dans le texte est à faire par les notes de bas de page.
- La présentation des références doit suivre les conventions bibliographiques. Il est recommandé d'utiliser les modèles {{Ouvrage}}, {{Chapitre}}, {{Article}}, {{Lien web}} et/ou {{Bibliographie}}. Le mode d'édition visuel peut mettre en forme automatiquement les références.
- Insérer une infobox (cadre d'informations à droite) n'est pas obligatoire pour parachever la mise en page.

Pour une aide détaillée, merci de consulter Aide:Wikification.
Si vous pensez que ces points ont été résolus, vous pouvez retirer ce bandeau et améliorer la mise en forme d'un autre article.

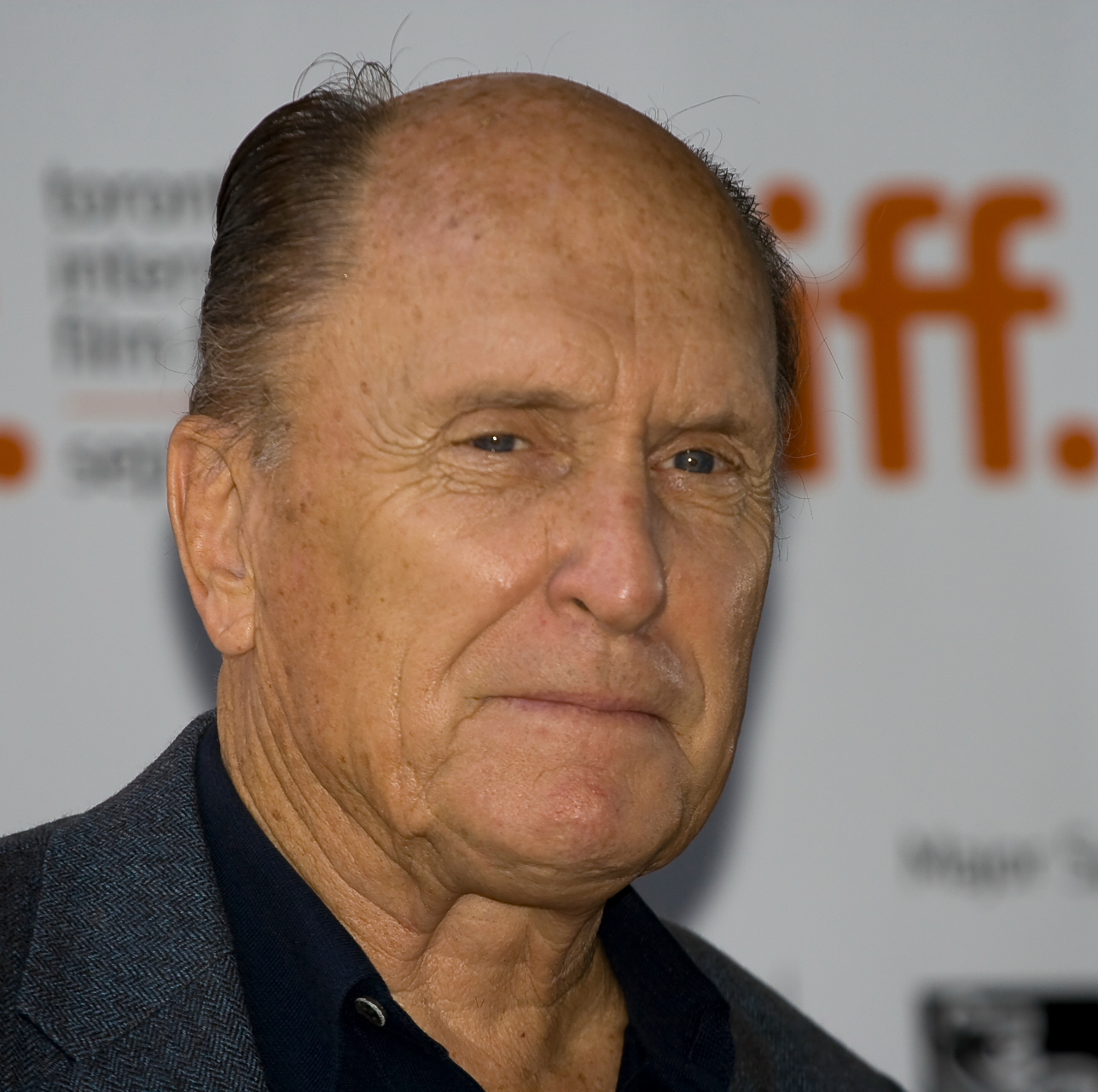
Lors de la première de The Road en septembre 2009

Acteur, réalisateur et producteur américain Robert Duvall a eu une longue carrière dans le cinéma et la télévision depuis sa première apparition dans un épisode d' Armstrong Circle Theatre en 1959. Son travail télévisé dans les années 1960 comporte des œuvres telles que  Route 66 (1961), Alfred Hitchcock Presents (1962), La Quatrième Dimension (1963), Au-delà du réel (1964), Sur la piste du crime (1965-1969) et La nouvelle équipe (1969). Il a ensuite été réussi le casting pour incarner le général Dwight D. Eisenhower dans la mini-série Ike (1979). En 1989, il incarne Augustus "Gus" McCrae aux côtés de Tommy Lee Jones dans la mini-série télévisée  "Western" Lonesome Dove. Ce rôle lui a valu un Golden Globe Award du meilleur acteur dans une mini-série ou un téléfilm. Trois ans plus tard, il campe le rôle du révolutionnaire géorgien et leader politique soviétique Joseph Staline dans le téléfilm Staline (1992), qui lui vaudra un autre Golden Globe Award du meilleur acteur dans un téléfilm.
Le premier rôle incarné par Duvall au cinéma fût celui de Boo Radley dans un film de 1962 intitulé du Silence et des ombres avec Gregory Peck. Ses autres rôles dans les années 1960 incluent Bullitt avec Steve McQueen (1968) et Cent Dollars pour un shérif  avec John Wayne (1969). Dans les années 1970, il incarne le Major Frank Burns dans M*A*S*H (1970), Tom Hagen dans Le parrain (1972) et Le parrain, Part II (1974), Jesse James dans La légende de Jesse James (1972), Dr Watson dans Sherlock Holmes attaque l'Orient Express (1976), Bull Meechum dans The Great Santini (1979) et en tant que lieutenant-colonel Bill Kilgore dans Apocalypse Now (1979).
En 1983, Duvall joua le rôle de Mac Sledge dans le film dramatique Tendre Bonheur, qui lui a vaudra un Oscar et un Golden Globe du meilleur acteur,. Il aura ensuite le second rôle dans des films tels que Le meilleur avec Robert Redford (1984), Jours de Tonerre avec Tom Cruise (1990), il incarnera Joseph Pulitzer dans Newsies avec Christian Bale (1992), Chute libre avec Michael Douglas (1993), Amour et mensonges avec Julia Roberts (1995), Sling Blade avec Billy Bob Thornton (1996), La couleur du destin avec James Earl Jones (1996), Phénomène avec John Travolta (1996) et Deep Impact avec Téa Leoni (1998). Pour son rôle dans le film Préjudice (1998) à nouveau avec Travolta, il remportera un SAG Award pour la performance exceptionnelle d'un acteur masculin dans un second rôle.
Dans les années 2000, Duvall obtiendra des rôles notables dans les films 60 secondes chrono face à Nicolas Cage (2000), Le secret des frères McCann avec Michael Caine (2003), Open Range avec Kevin Costner (2003) et dans le film comique Tout… sauf en famille face à Vince Vaughn (2008). En 2006, il produira et jouera dans la minisérie télévisée Western, Broken Trail . Pour cela, il remportera deux Emmy Awards, l'un pour le meilleur acteur principal dans une mini-série ou un film et l'autre pour la meilleure mini-série , récompense qu'il partagera avec les autres producteurs,. En 2012, il retrouve Tom Cruise 22 ans après leur dernier film ensemble dans le thriller d'action Jack Reacher où il jouera le personnage de Cash. En 2014, il partage la vedette avec Robert Downey Jr. dans le film dramatique juridique Le Juge où il incarne le juge Joseph Palmer, père du personnage de Downey.

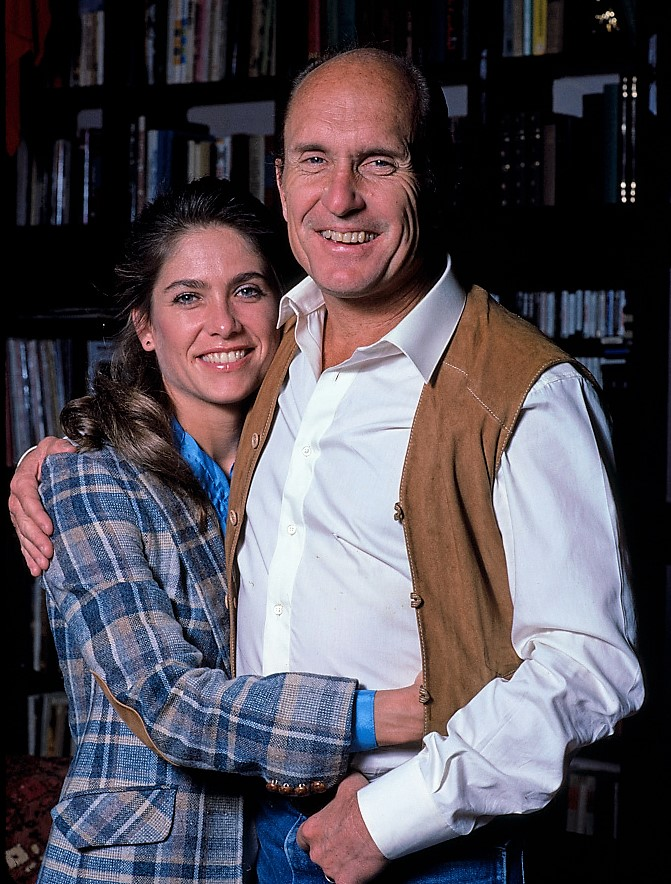
Avec Gail Youngs, alors son épouse, en Mars 1984

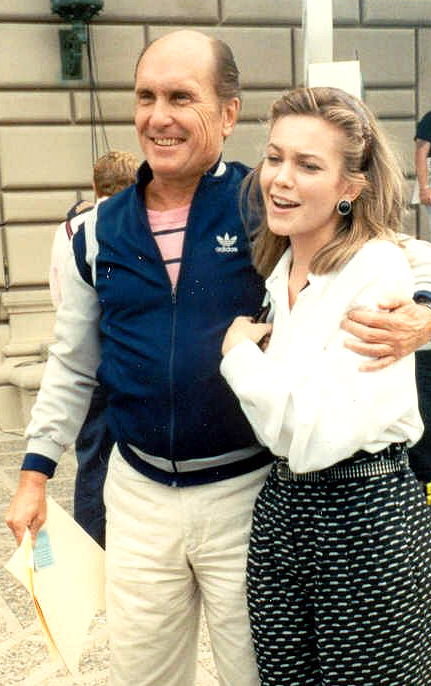
Avec Diane Lane en septembre 1989

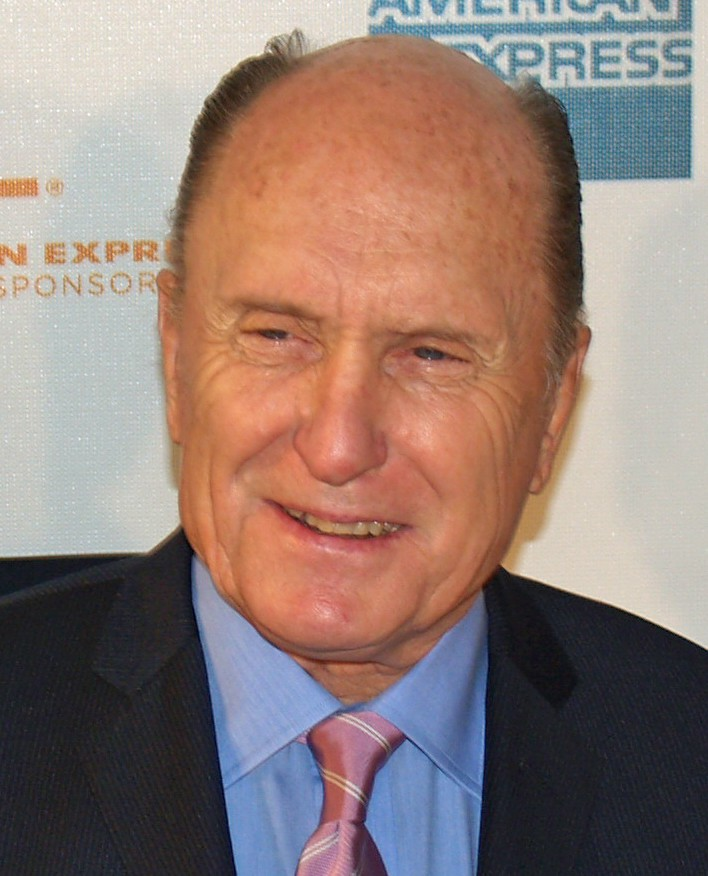
En mai 2007

## Cinéma
| Année     | Titre                                    | Rôle                            | Notes                                        | Refs.  |
| --------- | ---------------------------------------- | ------------------------------- | -------------------------------------------- | ------ |
| 1962      | Du silence et des ombres                 | Boo Radley                      |                                              | [ 8 ]  |
| 1963      | Le Combat du capitaine Newman            | Capt. Paul Cabot Winston        |                                              | [ 9 ]  |
| 1965      | Tendre Garce                             | Motard                          |                                              | [ 10 ] |
| 1966      | La Poursuite impitoyable                 | Edwin Stewart                   |                                              | [ 11 ] |
| 1968      | Le Détective                             | Nestor                          |                                              | [ 12 ] |
| 1968      | Objectif Lune                            | Chiz                            |                                              | [ 13 ] |
| 1968      | Bullitt                                  | Weissberg                       |                                              | [ 14 ] |
| 1969      | Cent Dollars pour un shérif              | Ned Pepper                      |                                              | [ 15 ] |
| 1969      | Les Gens de la pluie                     | Gordon                          |                                              | [ 16 ] |
| 1970      | M*A*S*H                                  | Maj. Frank Burns                |                                              | [ 17 ] |
| 1970      | The Revolutionary                        | Despard                         |                                              | [ 18 ] |
| 1971      | THX 1138                                 | THX                             |                                              | [ 19 ] |
| 1971      | L'Homme de la loi                        | Vernon Adams                    |                                              | [ 20 ] |
| 1972      | Le Parrain                               | Tom Hagen                       |                                              | [ 21 ] |
| 1972      | The Great Northfield Minnesota Raid      | Jesse James                     |                                              | [ 22 ] |
| 1972      | Tomorrow                                 | Jackson Fentry                  |                                              | [ 23 ] |
| 1972      | Joe Kidd                                 | Frank Harlan                    |                                              | [ 24 ] |
| 1973      | Échec à l'organisation                   | Earl Macklin                    |                                              | [ 25 ] |
| 1973      | Police Connection                        | Eddie Ryan                      |                                              | [ 26 ] |
| 1973      | Lady Ice                                 | Ford Pierce                     |                                              | [ 27 ] |
| 1974      | Conversation secrète                     | The Director                    | Uncredited                                   | [ 28 ] |
| 1974      | Le Parrain Part II                       | Tom Hagen                       |                                              | [ 21 ] |
| 1975      | Tueur d'élite                            | George Hansen                   |                                              | [ 29 ] |
| 1975      | L'Évadé                                  | Jay Wagner                      |                                              | [ 30 ] |
| 1976      | L'aigle s'est envolé                     | Colonel Radl                    |                                              | [ 31 ] |
| 1976      | Sherlock Holmes attaque l'Orient-Express | Dr. John H. Watson              |                                              | [ 32 ] |
| 1976      | Network : Main basse sur la télévision   | Frank Hackett                   |                                              | [ 33 ] |
| 1977      | The Greatest                             | Bill McDonald                   |                                              | [ 34 ] |
| 1977      | We're Not the Jet Set                    | N/A                             | Director only; documentary                   | [ 35 ] |
| 1978      | L'Invasion des profanateurs              | Priest on Swing                 | Uncredited                                   | [ 36 ] |
| 1978      | The Betsy                                | Loren Hardeman III              |                                              | [ 37 ] |
| 1979      | Apocalypse Now                           | Lieutenant Colonel Bill Kilgore |                                              | [ 38 ] |
| 1979      | The Great Santini                        | Bull Meechum                    |                                              | [ 39 ] |
| 1981      | Sanglantes Confessions                   | Det. Sgt. Tom Spellacy          |                                              | [ 40 ] |
| 1981      | Deux Cent Mille Dollars en cavale        | Gruen                           |                                              | [ 41 ] |
| 1983      | Tendre Bonheur                           | Mac Sledge                      | Also co-producer                             | ,      |
| 1983      | Angelo mon amour                         | N/A                             | Director and producer only                   | [ 35 ] |
| 1984      | The Stone Boy                            | Joe Hillerman                   |                                              | [ 44 ] |
| 1984      | Le Meilleur                              | Max Mercy                       |                                              | [ 45 ] |
| 1986      | Six hommes pour sauver Harry             | Norman Shrike                   |                                              | [ 46 ] |
| 1986      | Belisaire, le Cajun                      | The Preacher                    |                                              | [ 47 ] |
| 1986      | Le Bateau phare                          | Calvin Caspary                  |                                              | [ 48 ] |
| 1987      | Hôtel Colonial                           | Roberto Carrasco                |                                              | [ 49 ] |
| 1988      | Colors                                   | Bob Hodges                      |                                              | [ 50 ] |
| 1990      | A Show of Force                          | Howard                          |                                              | [ 51 ] |
| 1990      | Jours de tonnerre                        | Harry Hogge                     |                                              | [ 52 ] |
| 1990      | La Servante écarlate                     | Commander                       |                                              | [ 53 ] |
| 1991      | Rambling Rose                            | Daddy                           |                                              | [ 54 ] |
| 1991      | Condamnés                                | Soll Gautier                    |                                              | [ 55 ] |
| 1992      | Newsies                                  | Joseph Pulitzer                 |                                              | [ 56 ] |
| 1992      | La Peste                                 | Joseph Grand                    |                                              | [ 57 ] |
| 1993      | Chute libre                              | Prendergast                     |                                              | [ 58 ] |
| 1993      | Deux Drôles d'oiseaux                    | Walter                          |                                              | [ 59 ] |
| 1993      | Geronimo                                 | Al Sieber                       |                                              | [ 60 ] |
| 1994      | Le Journal                               | Bernie White                    |                                              | [ 61 ] |
| 1995      | Amour et Mensonges                       | Wyly King                       |                                              | [ 62 ] |
| 1995      | The Stars Fell on Henrietta              | Mr. Cox                         |                                              | [ 63 ] |
| 1995      | Les Amants du nouveau monde              | Roger Chillingworth             |                                              | [ 64 ] |
| 1996      | Sling Blade                              | Karl's Father                   |                                              | [ 65 ] |
| 1996      | La Couleur du destin                     | Earl Pilcher Jr.                | Also producer                                | [ 66 ] |
| 1996      | Phénomène                                | Doc                             |                                              | [ 67 ] |
| 1997      | The Apostle                              | The Apostle E.F.                | Also executive producer, writer and director | [ 68 ] |
| 1998      | The Gingerbread Man                      | Dixon Doss                      |                                              | [ 69 ] |
| 1998      | Préjudice                                | Jerome Facher                   |                                              | [ 70 ] |
| 1998      | Deep Impact                              | Spurgeon Tanner                 |                                              | [ 71 ] |
| 2000      | 60 secondes chrono                       | Otto Halliwell                  |                                              | [ 72 ] |
| 2000      | À l'aube du sixième jour                 | Dr. Griffin Weir                |                                              | [ 73 ] |
| 2000      | A Shot at Glory                          | Gordon McLeod                   | Also producer                                | [ 74 ] |
| 2002      | John Q                                   | Lt. Frank Grimes                |                                              | [ 75 ] |
| 2002      | Assassination Tango                      | John J.                         | Also producer, writer and director           | [ 76 ] |
| 2003      | Gods and Generals                        | Gen. Robert E. Lee              |                                              | [ 77 ] |
| 2003      | Le Secret des frères McCann              | Hub                             |                                              | [ 78 ] |
| 2003      | Open Range                               | Boss Spearman                   |                                              | [ 79 ] |
| 2005      | Match en famille                         | Buck Weston                     |                                              | [ 80 ] |
| 2005      | Thank You for Smoking                    | Captain                         |                                              | [ 81 ] |
| 2007      | Lucky You                                | L. C. Cheever                   |                                              | [ 82 ] |
| 2007      | La nuit nous appartient                  | Burt Grusinsky                  |                                              | [ 83 ] |
| 2008      | Tout... sauf en famille                  | Howard                          |                                              | [ 84 ] |
| 2009      | Crazy Heart                              | Wayne                           | Also producer                                | [ 85 ] |
| 2009      | The Road                                 | Old Man                         |                                              | [ 86 ] |
| 2009      | Le Grand Jour                            | Felix Bush                      | Also producer                                | [ 87 ] |
| 2011      | Seven Days in Utopia                     | Johnny Crawford                 |                                              | [ 88 ] |
| 2012      | Jayne Mansfield's Car                    | Jim Caldwell                    |                                              | [ 89 ] |
| 2012      | Jack Reacher                             | Cash                            |                                              | [ 90 ] |
| 2014      | A Night in Old Mexico                    | Red                             |                                              | [ 91 ] |
| 2014      | Le Juge                                  | Joseph Palmer                   |                                              | [ 92 ] |
| 2015      | Wild Horses                              | Scott Briggs                    | Also writer and director                     | [ 93 ] |
| 2016      | Les Insoumis                             | Bolton                          |                                              | [ 94 ] |
| 2018      | Widows                                   | Tom Mulligan                    |                                              | [ 95 ] |
| 2021      | 12 Mighty Orphans                        | Mason Hawk                      |                                              | [ 96 ] |
| 2022      | Hustle                                   | Rex Merrick                     |                                              | [ 97 ] |
| 2022      | The Pale Blue Eye                        | Jean-Pepe                       |                                              | [ 98 ] |
| non sorti | The Ploughmen                            | Gload                           | Filming                                      | [ 99 ] |

## Télévision
| Année     | Titre                                  | Rôle                                              | Notes                                                 | Refs.   |
| --------- | -------------------------------------- | ------------------------------------------------- | ----------------------------------------------------- | ------- |
| 1959–1960 | Armstrong Circle Theatre               | Divers                                            | 2 épisodes                                            | [ 100 ] |
| 1961–1965 | The Defenders                          | Divers                                            | 3 épisodes                                            | [ 101 ] |
| 1961      | Shannon                                | Joey Nolan                                        | épisode: "Big Fish"                                   | [ 102 ] |
| 1961      | Cain's Hundred                         | Tom Nugent                                        | épisode: "King of the Mountain"                       | [ 103 ] |
| 1961      | Route 66                               | Lee Winters / Arnie / Roman                       | 3 épisodes                                            | [ 104 ] |
| 1961–1962 | Naked City                             | Barney Sonners / Johnny Meigs / L. Francis Childe | 4 épisodes                                            | [ 104 ] |
| 1962      | Alfred Hitchcock Presents              | Bart Conway                                       | épisode: "Bad Actor"                                  | [ 105 ] |
| 1963      | Les Incorruptibles                     | Eddie Moon                                        | épisode: "Blues for a Gone Goose"                     | [ 106 ] |
| 1963      | La Quatrième Dimension                 | Charley Parkes                                    | épisode: "Miniature"                                  | [ 107 ] |
| 1963      | Le Virginien                           | Johnny Grimes                                     | épisode: "Golden Door"                                | [ 108 ] |
| 1963      | Stoney Burke                           | Joby Pierce                                       | épisode: "Joby"                                       | [ 109 ] |
| 1963      | Arrest and Trial                       | Morton Ware                                       | épisode: "Quality of Justice"                         | [ 110 ] |
| 1963      | Le Fugitif                             | Eric Christian / Leslie Sessions                  | 3 épisodes                                            | ,       |
| 1964      | Kraft Suspense Theatre                 | Harvey Farnsworth                                 | épisode: "Portrait of an Unknown Man"                 | [ 112 ] |
| 1964      | Au-delà du réel                        | Adam Ballard / Louis Mace                         | 3 épisodes                                            | ,       |
| 1965      | Voyage to the Bottom of the Sea        | Zar                                               | épisode: "The Invaders"                               | [ 115 ] |
| 1965–1967 | Combat!                                | Michel / Peter Halsman / Karl                     | 3 épisodes                                            | [ 104 ] |
| 1965–1969 | Sur la piste du crime                  | Divers                                            | 5 épisodes                                            | ,       |
| 1966      | Bob Hope Presents the Chrysler Theatre | Frank Reeser                                      | épisode: "Guilty or Not Guilty"                       | [ 118 ] |
| 1966      | Hawk                                   | Dick Olmstead                                     | épisode: "Theory of the Innocent Bystander"           | [ 119 ] |
| 1966      | Felony Squad                           | Allie Froelich                                    | épisode: "Death of a Dream"                           | [ 120 ] |
| 1966      | Shane                                  | Tom Gary                                          | épisode: "Poor Tom's A-Cold"                          | [ 121 ] |
| 1966–1967 | T.H.E. Cat                             | Laurent / Scorpio                                 | 2 épisodes                                            | [ 122 ] |
| 1966      | Fame Is the Name of the Game           | Eddie Franchot                                    | Television film                                       | [ 123 ] |
| 1967      | The Time Tunnel                        | Raoul Nimon                                       | épisode: "Chase Through Time"                         | [ 124 ] |
| 1967      | Cimarron Strip                         | Joe Wyman                                         | épisode: "The Roarer"                                 | [ 125 ] |
| 1967      | Les Mystères de l'Ouest                | Dr. Horace Humphries                              | épisode: "The Night of the Falcon"                    | [ 126 ] |
| 1968      | CBS Playhouse                          | Dr. Margolin                                      | épisode: "The People Next Door"                       | [ 127 ] |
| 1968      | Run for Your Life                      | Richard Fletcher                                  | épisode: "Killing Scene"                              | [ 128 ] |
| 1968      | Judd, for the Defense                  | Raymond Cane                                      | épisode: "Square House"                               | [ 129 ] |
| 1968      | Flesh and Blood                        | Howard                                            | Television film                                       | [ 130 ] |
| 1969      | The Mod Squad                          | Matt Jenkins                                      | épisode: "Keep the Faith, Baby"                       | [ 131 ] |
| 1979      | Ike                                    | Gen. Dwight D. Eisenhower                         | Television miniseries; aka Ike: The War Years         | [ 132 ] |
| 1983      | The Terry Fox Story                    | Bill Vigars                                       | Television film                                       | [ 133 ] |
| 1989      | Lonesome Dove                          | Augustus "Gus" McCrae                             | Miniseries                                            | [ 134 ] |
| 1992      | Stalin                                 | Joseph Stalin                                     | Television film                                       | [ 135 ] |
| 1996      | The Man Who Captured Eichmann          | Adolf Eichmann                                    | Television film                                       | [ 136 ] |
| 1998      | Saturday Night Live                    | Divers                                            | épisode: "Garth Brooks"                               | [ 137 ] |
| 2005      | American Experience                    | Narrator                                          | épisode: "Carter Family: Will the Circle Be Unbroken" | [ 138 ] |
| 2006      | Broken Trail                           | Prentice Ritter                                   | Miniseries; also executive producer                   | ,       |
| 2012      | Hemingway & Gellhorn                   | Russian General                                   | Television film; uncredited cameo                     | [ 140 ] |

## Jeu vidéo
- Le Parrain (2006) - Doublage de Tom Hagen [141]
- Le Parrain II (2009) - Doublage de Tom Hagen [142]

### Sources
- (en) Janet L. Meyer, Sydney Pollack : A Critical Filmography, McFarland, 13 août 2015, 248 p. (ISBN 978-1-4766-0979-9, lire en ligne)